# Jesús Seade
 (février 2020).
Le contenu est difficilement compréhensible vu les erreurs de traduction, qui sont peut-être dues à l'utilisation d'un logiciel de traduction automatique.
Pour les articles homonymes, voir Seade et Kuri (homonymie).
Jesús Seade Kuri, né le 24 décembre 1946 à Mexico, est un économiste, diplomate et homme politique mexicain. 
Depuis le 1er décembre 2018, il occupe les fonctions de Secrétaire d'État pour l'Amérique du Nord auprès du Ministère mexicain des relations extérieures (SRE). Il a aussi occupé le poste de sous-secrétaire pour l'Amérique du Nord du Secrétariat aux Affaires étrangères du Mexique entre le 1er décembre 2018 et le 1er septembre 2020.
En mars 2018, eu égard à sa carrière professionnelle dans le domaine du commerce international, il est invité par le candidat à la présidence, Andrés Manuel López Obrador, comme son représentant dans la renégociation de l'Accord de libre-échange nord-américain (ALENA), menée à bien par le gouvernement d'Enrique Peña Nieto.
Ayant rejoint la négociation en tant que membre de l'équipe de transition du président élu López Obrador, au lendemain de son élection le 1er juillet 2019, Jesús Seade contribue de manière significative au déblocage de la négociation et à la conclusion d'un nouvel accord commercial, équitable et bénéfique pour son pays, et susceptible de renforcer la collaboration pour son développement dans un cadre de respect mutuel entre les pays concernés.
De nationalité mexicaine et libanaise[réf. nécessaire], il a vécu pendant de longues périodes au Royaume-Uni, en Suisse, aux États-Unis, à Hong Kong, en République populaire de Chine et dans son Mexique natal, ainsi que plus d'un an entre la France et le Brésil, et a travaillé en étroite collaboration avec les responsables et les autorités locales de plus de 70 pays d'Afrique, d'Amérique latine, d'Asie, dont la Chine, d'Europe, du Moyen-Orient et d'Amérique du Nord. Une partie importante de sa carrière s'est déroulée à des postes de haut niveau au sein des trois principales agences économiques mondiales : la Banque mondiale (BM) où il est devenu, très jeune, responsable du travail économique sur le Brésil  ; le Fonds monétaire international (FMI), dans lequel il s'est occupé de l'annulation massive de la dette de 15 pays africains et a dirigé les travaux sur les graves crises financières en Turquie, au Brésil et en Argentine  ; et l'Organisation mondiale du commerce (OMC), dont il a été négociateur de premier plan à l'occasion de sa création, puis facilitateur de consensus en vue de l'achèvement de l'accord visant à sa mise en place. Ancien directeur général adjoint de cette organisation, il fut candidat à sa direction générale[réf. nécessaire].

## Biographie

### Formation académique
Il est diplômé avec mention[réf. nécessaire] en tant qu'ingénieur chimiste de l'Université nationale autonome du Mexique (UNAM) et a obtenu son master et son doctorat en économie à l'Université d'Oxford, en Angleterre, sous la direction de James Mirrlees. Il a été le deuxième étudiant à terminer le programme de master en une année[réf. nécessaire], alors qu'il en dure normalement deux. Sa thèse de doctorat se nomme On the Theory of Optimal Non-Linear Taxation et porte sur les politiques fiscales optimales face à l'équilibre des effets sur les incitations et la répartition des revenus. Au cours de sa dernière année en tant qu'étudiant à l'Université d’Oxford, il a été chargé du cours de microéconomie en master et a publié un article qui demeure une référence établie[réf. nécessaire] dans le domaine, On the shape of optimal tax schedules (Journal of Public Economics 7, 1977).

### Carrière

#### Banque mondiale
De 1986 à 1989, il a travaillé à la Banque mondiale en tant qu'économiste en chef. Il a eu pour fonctions, d'abord, celles d'expert chargé de la politique fiscale au Département de la politique des pays, où il a participé de manière soutenue et substantielle à la réforme et la politique fiscale au Zaïre, actuelle République démocratique du Congo (RDC), et dans la conception de la TVA au Maroc. Il est devenu ensuite économiste en chef à la tête de tous les travaux économiques du Département du Brésil, y compris la mise en œuvre de la nouvelle TVA dans ce pays.

### GATT et Cycle d'Uruguay
En mars 1989, il a pris ses fonctions en tant qu'Ambassadeur du Mexique auprès du GATT, dans le cadre duquel il a dirigé et remporté deux différends commerciaux majeurs, tous deux avec les États-Unis, sur l'antidumping dans le domaine du ciment et l'embargo sur les exportations de thon, il a présidé plusieurs comités et groupes de travail, et a participé très activement aux négociations du Cycle d'Uruguay. Cette négociation ambitieuse (1986-1994) a traversé une période de crise de trois ans à compter de la fin de 1989, au terme desquels l'équipe de direction du GATT a été modifiée comme une dernière tentative de relance et de conclusion des négociations. La Nouvelle Équipe, dirigée par Peter Sutherland, avec Jesús Seade comme l'un des trois Directeurs généraux adjoints, a réussi à conclure avec succès les négociations (1993-1994), y compris une négociation supplémentaire majeure centrée sur les avantages et les obligations des pays les moins avancés (les 49 pays les plus pauvres de la planète, selon la définition de l'Organisation des Nations unies), menée et présidée par le Directeur général adjoint, Seade, et qui a permis la clôture définitive des négociations dans leur ensemble et la création de l'OMC. Au cours de cette période visant le succès final des négociations, Seade a également conçu et dirigé la préparation de l' Analyse des accords du Cycle d'Uruguay, qui était une exigence formelle posée par les pays en développement, à remplir avant la clôture des négociations. À cette fin, une analyse approfondie et honnête des résultats a été préparée, en lieu et place du bref commentaire officiel attendu, qui a joué un rôle central dans la libération des tensions et a contribué de manière significative à parvenir à un accord final.
Les négociations du Cycle d'Uruguay, huitième cycle de négociations commerciales multilatérales du GATT (Accord général sur les tarifs douaniers et le commerce), ont été les négociations commerciales et/ou économiques les plus complexes conclues avec succès par le système commercial multilatéral. La création d'une nouvelle organisation n'a jamais été proposée au cours de celles-ci : on[Qui ?] ne visait qu'un certain nombre d'accords importants dans les différents sujets et secteurs dans le cadre du GATT lui-même. Ce n'est que vers la fin des négociations que trois membres ont fait la grande proposition de créer une nouvelle institution : l'OMC. Les coauteurs de cette proposition étaient la Communauté économique européenne (CEE), qui en 1993 a rejoint l'Union européenne, le Canada et le Mexique, ce dernier toujours avec Jesús Seade comme représentant.
En 1994, au cours de son mandat de Représentant permanent auprès du GATT, Seade a également dirigé les négociations d'adhésion du Mexique à l'Organisation de coopération et de développement économiques (OCDE), premier pays en développement à en faire partie, ainsi que les travaux des comités dont son pays a été membre au début : Commerce et Concurrence.

#### Organisation mondiale du Commerce
En tant que Directeur général adjoint de la nouvelle Organisation mondiale du commerce, l'organe multilatéral le plus important créé depuis la Deuxième Guerre mondiale, considéré comme « le plus grand effort pour réglementer le commerce mondial dans l'histoire de l'Humanité ». Seade était directement responsable d'un éventail de secteurs majeurs, notamment : les relations de l'OMC avec les autorités gouvernementales dans les domaines des capitaux, des entreprises et de la presse ; les relations entre le commerce et les finances (cohérence) et avec les institutions de Bretton Woods ainsi qu'avec le système des Nations unies ; les domaines du développement et de la formation ; tout comme ceux de l'administration et des personnels. Au nom de l'OMC, il a négocié un accord de coopération ambitieux avec le FMI à d'excellentes conditions pour l'OMC, ainsi qu'un autre avec la Banque mondiale.

#### Fonds monétaire international
À la suite de la grave crise financière de l'Asie en 1997 et des importantes conséquences de la crise financière ayant ensuite affecté, par contagion, tous les pays du monde en transition et en développement au cours des années suivantes, en 1998, Seade a été invité à collaborer avec le FMI, en tant que Directeur adjoint, comme principal responsable pour les travaux visant les fortes crises financières subies par l'Argentine, la Turquie et le Brésil : il a ainsi coordonné le plus important prêt de l'histoire du FMI à l'époque : une syndication du G7 pour 29 milliards de dollars ; et en même temps, il a mené les travaux pour l'annulation massive de la dette extérieure de 15 pays africains très endettés dans le cadre de l'Initiative PPTE (Pays Pauvres Très Endettés). Par la suite, il a été Conseiller principal pour les affaires fiscales ; dans ces fonctions il a dirigé une assistance technique étendue et d'autres travaux spécialisés en Afrique, au Moyen-Orient, en Amérique latine et en Europe ; et il a supervisé les travaux du FMI en matière de transparence budgétaire, de données et fiscale et il a dirigé les opérations de transparence fiscale[pas clair]. Il était également le responsable du positionnement du FMI sur tout aspect de la politique commerciale, y compris en ce qui concerne l'OMC.

### Autres fonctions
De 1976 à 1986, il a occupé les fonctions suivantes : 
- Professeur à l'Université de Warwick en Grande Bretagne, où il a fondé et dirigé le Centre d'études du développement économique ;
- Directeur fondateur du Centre d'études économiques du Colegio de México
- Professeur invité pendant un semestre respectivement au Centre d'études prospectives en économie mathématique appliquée à la planification (CEPREMAP) à Paris, et à l'Institut de mathématiques pures et appliquées (IMPA) à Rio de Janeiro au Brésil.

De 1998 à 2010, parallèlement à ses fonctions au FMI parmi d'autres, il a été membre du Conseil consultatif de droit économique international à l'École de droit de l'Université de Georgetown à Washington DC.
De 2008 à 2014, il a été Vice-Président de l'Université Lingnan à Hong Kong et de 2007 à 2016 professeur principal en économie auprès de la même université. Au cours de cette période il a été membre des conseils consultatifs des Secrétaires aux Services financiers, et au Commerce et à l'Industrie du gouvernement de la RAS[Quoi ?] de Hong Kong, et a dirigé une étude menée par plusieurs universités de Hong Kong avec le soutien officiel, sur Hong Kong en tant que centre financier pour la Chine et le monde. Depuis 2007, il joue un rôle important dans le développement de l'Académie de la responsabilité des entreprises de Hong Kong dont il est Vice-président.
Il a accepté en 2017 et a pris ses fonctions en tant que Vice-président associé pour les affaires mondiales à l'Université chinoise de Hong Kong-Shenzhen, sise à Shenzhen en République populaire de Chine.
Au cours de ces douze années (2007-2018), il a participé très activement à des enceintes officielles financières et commerciales de la RAS de Hong Kong et de la République populaire de Chine[Quoi ?].

### Négociation du T-MEC
Au lendemain de la victoire d' Andrés Manuel López Obrador aux élections du 1er juillet 2018 au Mexique, Seade a assumé ses fonctions comme négociateur dans la modernisation de l'ALENA, accompagnant d'abord l'équipe de négociation du gouvernement de l'ancien Président Enrique Peña Nieto. La négociation de l'ACEUM[Quoi ?] s'est officiellement achevée le 30 septembre 2018 et l'Accord a été signé en Argentine le 30 novembre 2018 par les chefs d'État suivants : Peña Nieto, alors Président du Mexique ; Donald Trump, Président des États-Unis et Justin Trudeau, Premier Ministre du Canada. Toutefois, le processus de ratification aux États-Unis est entré dans une impasse à l'occasion du changement du contrôle au Congrès américain lors des élections législatives de novembre 2018. Il est donc devenu nécessaire de rouvrir le processus de négociation sur une base limitée, afin de trouver une solution aux principaux problèmes posés par la majorité démocrate au Congrès des États-Unis, d’une manière acceptable et satisfaisante pour les trois pays[non neutre].
Le Président López Obrador a de nouveau nommé Jesús Seade, Secrétaire d'État pour l'Amérique du Nord auprès du Ministère des Relations extérieures, négociateur en chef, avec pour mission principale de s'assurer que tout ajustement dans ce qui a été négocié était bon pour le Mexique et favorisait la ratification de l'ACEUM tout en lui confiant la responsabilité de toute autre négociation commerciale avec les États-Unis, en particulier en ce qui concerne les droits de douane sur les exportations mexicaines d'acier et d'aluminium imposés par les États-Unis en vertu de l'article 232 de la Loi de 1962 sur l'expansion commerciale (sécurité nationale), dont le maintien était un obstacle évident à la ratification de l'ACEUM dans les deux pays. Ayant reçu en avril 2019 la mission de résoudre ce problème existant depuis un an, qui avait déjà porté atteinte aux secteurs sidérurgique et de l'aluminium mexicains, une intense négociation de trois semaines a permis de résoudre de manière pleinement satisfaisante[non neutre] ce problème pour les deux parties. En outre, au terme des négociations difficiles le reste de l'année, portant sur la demande de nombreux membres du Congrès d'avoir des dispositions solides et fiables pour assurer le respect par le Mexique de ses engagements dans tous les domaines du traité, un accord a été conclu sur les éléments déjà convenus, dont le résultat principal est une nette amélioration pour les trois pays membres : la création d'un système de règlement des différends entre les États, équilibré et contraignant, basé sur le droit, dont l'ALENA ne s'est jamais doté pour des raisons techniques.
Le 19 juin 2019, le Sénat mexicain a adopté l'ACEUM comme initialement négocié avec 114 voix pour, 4 contre et 3 abstentions, et le 12 décembre de la même année il a approuvé le Protocole rectificatif précité à la majorité de 107 voix pour, 1 contre et 0 abstention. La Chambre des représentants des États-Unis a adopté le projet de loi visant la mise en œuvre de l'ACEUM le 19 décembre 2019 avec 385 voix pour et 41 contre ; lequel a été adopté par le Sénat américain le 16 janvier 2020 avec 89 voix pour et 10 contre. Enfin, la Chambre des Communes et le Sénat du Canada ont adopté la Loi sur la mise en œuvre du traité le 13 mars 2020, dans les deux cas à l'unanimité.
Au Mexique, l'ACEUM a été négocié par deux gouvernements d'extraction partisane très différente et approuvé à une large majorité ; aux États-Unis, fortement touché par les deux parties, il a été adopté par une énorme majorité dans les deux chambres législatives ; au Canada, il a été approuvé à l'unanimité par les deux chambres. Ainsi, le large niveau de soutien et le consensus politique virtuel dont bénéficie le nouveau traité dans les trois pays s’avèrent clairs et prometteurs[non neutre].

### Détournement de fonds publics
Une enquête judiciaire a été ouverte en 2020 contre Jesus Seade pour détournement de fonds publics et abus de fonctions. Étant vice-ministre pour l'Amérique du Nord dans le Ministères des Affaires Étrangères du Mexique et en même temps sous-secrétaire pour l'Amérique du Nord du Secrétariat aux Affaires étrangères du Mexique, il est accusé d'avoir utilisé sa position pour obtenir le paiement avec des fonds publics d'une série de voyages privés à Hong Kong, voyages réalisés dans le but de rendre visite à sa femme qui habiterait dans cette ville asiatique. Selon les détails du procès publiés dans le journal national El Universal, Seade aurait détourné plus de huit cent mille pesos (quelque 35 mille euros) pour voyager du Mexique à Hong Kong cinq fois, toujours en classe première ou business, prétendant faire des voyages officiels en Asie, sans que les archives du Ministère ni du Secrétariat ni du consulat mexicain à Hong Kong aient pu documenter une seule des prétendues réunions et événements du vice-ministre pour l'Amérique du Nord à Hong Kong. Selon les dernières informations, un des voyages à Hong Kong aurait été fait incognito lors d'une visite officielle de 11 jours à Vancouver. Sous la loi mexicaine, le détournement de fonds est un crime grave pouvant conduire à la destitution et la disqualification du coupable, qui devra aussi rendre les fonds publics utilisés à des fins privées. Au 14 octobre 2020, le Ministère de la Fonction Publique du Mexique mène l'enquête contre Jesus Seade. Le 15 octobre, le journaliste Salvador García Soto a documenté une visite de Jesus Seade au Ministère de la Fonction Publique pour demander d'être exonéré de toute enquête contre lui, sous prétexte que cette enquête nuirait à l'image publique du pays.